# Roda Ali Wais
Roda Ali Wais (ur. 14 kwietnia 1984) – dżibutyjska lekkoatletka.
Wzięła udział w igrzyskach w 2000, na których wystartowała w biegu na 800 m. Odpadła w pierwszej rundzie zajmując ostatnie, 8. miejsce w swoim biegu eliminacyjnym z czasem 2:31,71. Jest najmłodszym dżibutyjskim olimpijczykiem.
Podczas mistrzostw świata w 2003 odpadła w eliminacjach na 1500 metrów.

## Rekordy życiowe
- Bieg na 800 metrów – 2:30,1 (2000) były rekord Dżibuti
- Bieg na 1500 metrów – 5:10,16 (2003) rekord Dżibuti[3]
- Bieg na 3000 metrów – 11:42,5 (2003) rekord Dżibuti[4]